# مارتين تيران
مارتين تيران (بالإسبانية: Martín Terán)‏ هو لاعب اتحاد الرغبي ولاعب كرة قدم أرجنتيني في مركز جناح ‏، ولد في 25 يوليو 1969 في سان ميغيل دي توكومان في الأرجنتين.

## وصلات خارجية
- مارتين تيران عل موقع إسبنسكروم (الإنجليزية)